# Lomtjärnen (Bureå socken, Västerbotten)
Lomtjärnen är en sjö i Skellefteå kommun i Västerbotten och ingår i Bureälvens huvudavrinningsområde.